# Tata TGN-Atlantic
Le câble sous-marin Tata TGN-Atlantic, pour Tata Global Network, est une connexion qui relie les États-Unis à l'Angleterre.